# Bélgica en los Juegos Paralímpicos de Toronto 1976
Bélgica estuvo representada en los Juegos Paralímpicos de Toronto 1976 por un total de 45 deportistas, 41 hombres y cuatro mujeres.

## Medallistas
El equipo paralímpico belga obtuvo las siguientes medallas:
| Nombre                           | Deporte                    | Evento                               |
| -------------------------------- | -------------------------- | ------------------------------------ |
| Oro                              |                            |                                      |
| Annie Cornil                     | Atletismo                  | 60 m 4 femenino                      |
| Achiel Braet                     | Atletismo                  | Disco F masculino                    |
| Achiel Braet                     | Atletismo                  | Jabalina F masculino                 |
| Achiel Braet                     | Atletismo                  | Peso F masculino                     |
| Remi Ophem                       | Atletismo                  | Disco 4 masculino                    |
| Philip Wouters                   | Atletismo                  | Maza de precisión 1A-1B masculino    |
| Guy Grun                         | Tiro con arco              | Ronda FITA clase abierta masculino   |
| Plata                            |                            |                                      |
| Annie Cornil                     | Atletismo                  | 800 m 4 femenino                     |
| Remi Ophem                       | Atletismo                  | 800 m 4 masculino                    |
| Filip Bardoel                    | Atletismo                  | Pentatlón 5 masculino                |
| Alice Verhee                     | Esgrima en silla de ruedas | Florete individual 2-3 femenino      |
| Eddy de Vos                      | Natación                   | 50 m braza E masculino               |
| Eddy de Vos                      | Natación                   | 200 m estilos E masculino            |
| Aime Desal Guy Grun Jozef Meysen | Tiro con arco              | Ronda FITA por equipos 2-5 masculino |
| Bronce                           |                            |                                      |
| Robert Fraeyman                  | Atletismo                  | Jabalina A masculino                 |
| Martin Sallaert                  | Atletismo                  | Salto de altura B masculino          |
| Alice Verhee Aime Desal          | Dartchery                  | Dobles clase abierta mixto           |
| Frank Jespers                    | Esgrima en silla de ruedas | Sable individual 2-3 masculino       |
| Pascal Cornelis                  | Natación                   | 25 m espalda 2 masculino             |
| Eddy de Vos                      | Natación                   | 50 m mariposa E masculino            |
| Jozef de Vriese                  | Tenis de mesa              | Individual D masculino               |
| Richard de Zutter                | Tenis de mesa              | Individual 4-5 masculino             |